# Горизонт (фильм, 1961)
«Горизонт» — советская чёрно-белая молодёжная киноповесть режиссёра Иосифа Хейфица. Премьера фильма состоялась 7 марта 1962 года.

## Аннотация
Двенадцать выпускников приезжают на целину, где, избавляясь от детских иллюзий, начинают входить во взрослую жизнь.

Фильм рассказывает о том, как уходила юность и наступала пора трудовой зрелости. Героям надо было научиться понимать цену труда, беречь и сохранять первую любовь, отказываться от легкомыслия и верить в настоящее. А это трудно. Не сразу становишься взрослым.— Искусство открывает мир: статьи о литературе, драматургии, кино / Владимир Фролов. — М.: Советский писатель, 1965. — 285 с. — с. 263—264

## В ролях
- Юрий Толубеев — Андрей Иванович Голованов, директор совхоза
- Борис Чирков — Лихобаба, заместитель директора совхоза
- Алексей Сафонов — Сергей Новоскольцев
- Светлана Мелкова — Римма, выпускница
- Людмила Долгорукова — Маша, выпускница
- Валерий Носик — Миша, выпускник
- Гелий Сысоев — Слава, выпускник
- М. Львова — Дуся, выпускница
- Ирина Губанова — Вера, выпускница
- Вячеслав Подвиг — Женя, выпускник
- Николай Сергеев — Сомов, совхозник
- Татьяна Доронина — Клава, совхозница
- Майя Булгакова — Шура, совхозница, ударница труда
- Павел Кашлаков — Николай
- Лилия Гриценко — Дарья Петровна Голованова, жена председателя
- Леонид Быков — бригадир
- Сергей Гурзо (старший) — шофёр директора
- Иван Селянин — собутыльник Николая и Сомова
- Алексей Ян — Ситников
- Савелий Крамаров — шофер
- Вера Титова — официантка
- Борис Аракелов — фотограф-любитель
- Александра Назарова — работница почты
- Александр Афанасьев — совхозник

## Съёмочная группа
- Режиссёр-постановщик: Иосиф Хейфиц
- Автор сценария: Григорий Бакланов
- Операторы: Вадим Дербенёв, Виктор Карасёв, Александр Чиров
- Композитор: Надежда Симонян
- Художники: Исаак Каплан, Белла Маневич
- Текст песен: Булат Окуджава

## Критика
Спорным оказался и фильм Иосифа Хейфица «Горизонт». Режиссер показывает шумную и озорную группу старшеклассников, которые по окончании школы приехали на целину. Умные и непутевые острословы, совсем еще юнцы, никак не приспособленные к труду, находятся под пристальным вниманием кинообъектива. Хейфиц головокружительно изобретателен. Он мастер кинематографической детали, психологических планов. Каждое лицо в фильме характер со своей особой судьбой. Поэтому, как бы не старались критики убедить меня в холодности режиссёрской манеры, я с волнением и интересом смотрел «Горизонт».— Искусство открывает мир: статьи о литературе, драматургии, кино / Владимир Фролов. — М.: Советский писатель, 1965. — 285 с. — с. 263—264